# Dear You
Dear You es el cuarto y último álbum de estudio de la banda punk Jawbreaker. Es la mayor grabación de toda su discografía con trece canciones más su relanzamiento como bonus track en el 2004 agregando cinco canciones más que el álbum original. Este álbum no contiene la voz ronca como en los álbumes anteriores. Este álbum, a diferencia del resto de los otros, es más limpio, más calmado, incluso las guitarras son más intensas, armoniosas y melódicas. El cantante-guitarrista Blake Schwarzenbach confirmó más tarde que el paso a la DGC era necesario para que la banda siguiera adelante, ya que habían estado a punto de separarse.

## Lista de canciones
1. "Save Your Generation" - 3:43
2. "I Love You So Much It's Killing Us Both" -2:51
3. "Fireman" - 4:06
4. "Accident Prone" - 6:14
5. "Chemistry" - 3:54
6. "Oyster" - 2:38
7. "Million" - 4:20
8. "Lurker II: Dark Son of Night" - 3:37
9. "Jet Black" - 5:13 (voz de Christopher Walken de Annie Hall en el comienzo)
10. "Bad Scene, Everyone's Fault" - 2:11
11. "Sluttering (May 4th)" - 4:14
12. "Basílica" - 6:05
13. "Unlisted Track" - 2:18

### Relanzamiento:bonus tracks(2004)
1. "Shirt" - 3:15
2. "Into You Like a Train" - 2:26
3. "Sister" - 4:13
4. "Friendly Fire" - 4:59
5. "Boxcar" - 1:56